# 有限加法族
数学において、有限加法族（ゆうげんかほうぞく、英: finitely additive class, finitely additive family）あるいは集合体（しゅうごうたい、英: field of sets）、集合代数（しゅうごうだいすう、英: algebra of sets, algebra over a set）とは、冪集合が集合演算について成すブール代数の部分代数のことである。つまり、集合 S 上の有限加法族 (S, F ⊂ 2S)  は、F の任意の二つの集合 A, B の結び A ∪ B, 交わり A ∩ B および任意の集合 M の全体集合 S に対する補集合 M∁ = S − M を取る操作について閉じている。有限加法族は、任意のブール代数を表現することができるという意味において、ブール代数の表現論にとって本質的な対象である。S 上の集合体 (S, F) に対して、S の元を集合体の点、F の元を集合体の複体（英: complex; 叢）と呼ぶ。

## 定義
空でない集合 S 上の部分集合族 M ⊂ 2S が和 ∪ と補集合をとる集合演算 c について閉じていて、和 ∪ に関する中立元 ∅ を持つとき、M を有限加法族または単に加法族と呼ぶ。
1. A1, A2 ∈ M ⇒ A1 ∪ A2 ∈ M,
2. A ∈ M ⇒ Ac ∈ M,
3. ∅ ∈ M.

また、M ⊂ 2S が積 ∩ と対称差 Δ について閉じていて、積 ∩ に関する中立元 S を含むとき、M を集合体と呼ぶ。
1. A1, A2 ∈ M ⇒ A1 ∩ A2 ∈ M,
2. A1, A2 ∈ M ⇒ A1 Δ A2 ∈ M,
3. S ∈ M.

有限加法族の条件は加法的な一つの演算 ∪ に関する構造に注目していて、集合体のほうは積 ∩ と対称差 Δ の二つの演算がつくる集合環の構造に注目しての命名であるが、この二つの定義の条件は互いに同値であり、これらはまったく同じ概念を定める。また、これら（が含む集合環の）の条件から帰納的に
- {\displaystyle A_{1},A_{2},\ldots ,A_{n}\in \mathbf {M} \Rightarrow \bigcup _{k=1}^{n}A_{i}\in \mathbf {M} }
- {\displaystyle A_{1},A_{2},\ldots ,A_{n}\in \mathbf {M} \Rightarrow \bigcap _{k=1}^{n}A_{i}\in \mathbf {M} }

など、有限回の集合演算に関して閉じていることが示せる。

## ブール代数の表現論における集合体

### ストーン表現
任意の有限ブール代数はある集合の冪として表現できる。この冪集合はブール代数のアトムの集合で、ブール代数の各元はそれに属するアトムの集合（和がブール代数のその元になるもの）に対応付けられる。この冪集合表現はもっと一般に任意の完備かつアトミックなブール代数に対しても構成できる。
完備アトミックでないブール代数の場合にも、冪集合の代わりに集合体を考えることによって冪集合表現の一般化を考えることができる。そのためにやるべき事は、まず有限ブール代数のアトムをその超フィルターに対応付けて、アトムが有限ブール代数の元に属するのはその元がそのアトムに対応する超フィルターに含まれることと定める。これは自身の超フィルターの集合をとり、ブール代数の各元をそれを含む超フィルターに対応付けることによって複体の集合を構成するというブール代数の構成法を導く。この構成法は集合代数としてのブール代数の表現もきちんと誘導し、その表現はストーン表現として知られる。これはブール代数のストーン表現論における基本であり、順序集合論におけるイデアルやフィルターに基づく（デデキント切断に類似した）完備化の例である。
また、二値ブール代数への全射準同型全体の集合を考え、ブール代数の各元にそれをあたまの元へ写すような準同型の全体を対応させることにより複体を与えることもできる（この方法は、ブール代数の超フィルターがちょうどそのような準同型によるあたまの元の原像に一致していることと同値である）。
この方法により、ストーン表現を真理値表による有限ブール代数の表現の一般化と見なすこともできる.

### 集合体の分離性・コンパクト性、ストーン双対性
- 集合体が分離的であるとは、台集合における任意の相異なる2点が与えられたとき、一方を含み他方を含まぬような複体が常に存在することを言う。
- 集合体がコンパクトであるとは、台集合 X 上の任意の真フィルターに対し、そのフィルターに含まれる複体すべての共通部分が空でないことをいう（有限交叉性）。

これらの定義は、集合体の複体全体が生成する位相を考えることからきている。与えられた集合体 X = (X, F) に対し、その複体が生成する位相をもつ位相空間を T(X) で表すと、
- T(X) は常に 0-次元空間である。
- T(X) がハウスドルフ空間であることと、X が分離的であることとは同値。
- T(X) が F を開コンパクト集合全体とするようなコンパクト空間であることと、X がコンパクトであることとは同値。
- T(X) が F を開かつ閉な集合全体とするブール空間であることと、X が分離的かつコンパクトであることとは同値。

ブール代数の任意のストーン表現は分離コンパクトであり、対応するブール空間はストーン空間として知られる。ストーン空間の開かつ閉集合は、したがってストーン表現の複体に一致する。ブール代数のストーン表現が、対応するストーン空間からきれいに復元できるという事実において、ブール代数とブール空間との間には双対性が存在し、それはストーン双対性として知られる。

## 付加構造を持つ集合体

### 完全加法族と可測空間
ある集合 X 上の有限加法族 F は、それが可算和・可算交に関して閉じているとき、完全加法族と呼ばれる。このとき、集合体 (X, F) は可測空間と呼ばれ、可測空間の複体は可測集合と呼ばれる。
測度空間とは、三つ組 (X, F, μ) であって、μ が可測空間 (X, F) 上の測度であることをいう。μ が確率測度であるときには、測度空間を確率空間、その底にある可測空間を標本空間と呼ぶ。標本空間の点は標本と呼ばれ、可能性のある結果を表していると同時に、可測集合（複体）は事象と呼ばれ、確率を割り当てることによって結果の性質を表現していると考えられる（標本空間と言う用語は単に可測空間の底集合の意味で用いられることも多い。任意の部分集合が事象である場合にはなおさらである）。 測度空間や確率空間はそれぞれ測度論や確率論において基本的な役割を果たす。

### 位相集合体
位相集合体 (topological field of sets) は三つ組 (X, T, F) であって、対 (X, T) が位相空間、対 (X, F) が集合体をそれぞれ成し、F が T における閉包作用素に関して閉じているものを言う。F が T における開核作用素に関して閉じていると言っても同じである。つまり、位相集合体 F の複体の閉包・内部はやはり F の複体となる。別な言い方をすれば、F が位相空間 (X, T) 上の冪集合の成す開核代数 (interior algebra) の部分代数を成すことと言い換えられる。
任意の開核代数は、その開核作用素・閉包作用素を、位相集合体のもつ位相に関する開核作用素・閉包作用素に対応付けて、位相集合体として表現することができる。
与えられた位相空間に対し、開かつ閉集合の内部・閉包はその集合自身であるから、開かつ閉集合の全体は明らかに位相集合体を成す。ブール代数のストーン表現はそのような位相集合体と見なすことができる。

### 代数的集合体とストーン集合体
位相集合体が代数的であるとは、その複体からなる開基が存在することをいう。
位相集合体がコンパクトかつ代数的であるならば、その位相はコンパクトで、その開コンパクト集合はちょうど開複体に対応する。もっと言えば、開複体の全体はその位相の基を成す。
分離的、コンパクトかつ代数的な位相集合体はストーン集合体 (Stone fields) と呼ばれ、ブール代数のストーン表現の一般化を与える。つまり、与えられた開核代数に対してその底構造であるブール代数のストーン表現を構成したものを、開核代数の開基をなす開な元と位相集合体の複体を対応付けて複体によって生成される位相をとることによって、それを位相集合体にまで拡張するのである。このときの複体は従って丁度開複体になる。また、この構成によって得られる開核代数のストーン集合体による表現をやはりストーン表現と呼ぶ。

### 前順序集合体
前順序集合体 (preorder field of sets) は三つ組 (X, ≤, F) で (X, ≤) が前順序集合、(X, F) が集合体を成すものをいう。
位相集合体と同様に前順序集合体も開核代数の表現論に重要な役割を果たす。任意の開核代数は前順序集合体として表現することができて、その開核作用素・閉包作用素は、前順序から誘導されるアレクサンドロフ位相 (Alexandrov topology) に関する開核作用素・閉包作用素と対応付けられる。
{\displaystyle \operatorname {Int} (S)=\{x\in X:{\mbox{ there exists a }}y\in S{\mbox{ with }}y\leq x\}{\mbox{ and }}}
{\displaystyle \operatorname {Cl} (S)=\{x\in X:{\mbox{ there exists a }}y\in S{\mbox{ with }}x\leq y\}{\mbox{ for all }}S\in \mathbf {F} }
前順序集合体は、各点がクリプキ意味論における可能世界を表す様相論理 S4（認識論理の数学的に厳密な抽象化）において現れる。理論のリンデンバーム・タルスキ代数の表現を導入することにより、その前順序はこの意味論における可能世界の近接可能性の関係を表し、その複体は理論が保持する個々の文章が属するところの可能世界を表す。

### 代数的集合体と標準前順序集合体
前順序集合体が代数的であるとは、それが以下の手順
x ≤ y の定義は、任意の複体 S ∈ A に対して x ∈ S ならば常に y ∈ S となること
によって自身の前順序を決定することができるような複体の集合 A を持つことを言う。S4 理論から得られる前順序集合体は常に代数的で、その複体は必要性保持の元で閉じている文章の属する可能世界の集合の従う前順序を決定する。
分離コンパクト代数的な前順序集合体は標準的 (canonical) であるという。与えられた開核代数に対し、そのストーン表現における位相を対応する標準前順序（前順序の特殊な場合）に取り替えることにより、標準前順序集合体としての開核代数の表現が得られる。また、対応するアレクサンドロフ位相に取り替えれば、開核代数の位相集合代数としての表現が得られる（この「アレクサンドロフ表現」の位相はちょうどストーン表現の位相の双余反射 (bi-coreflection) になっている）。

### 複体代数と関係構造上の集合体
前順序集合体による開核代数の表現は、勝手な作用域を持つ正規ブール代数の表現に一般化できる。そのために、構造 (X, (Ri)i∈I, F) を考える。
ここで (X, (Ri)i∈I) は関係構造（X 上で定義される関係の添字付けられた族）で、(X, F) は集合体である。関係構造上の集合体 X = (X, (Ri)i∈I, F) によって決定される複体代数 (complex algebra, algebra of complexes) とは、作用域を持つブール代数
{\displaystyle C(\mathbf {X} )=\langle {\mathcal {F}},\cap ,\cup ,\prime ,\emptyset ,X,(f_{i})_{I}\rangle }
のことである。ここで、各 i ∈ I に対して Ri は n + 1 引数の関係とすると fi は n 変数演算であって、S1, ..., Sn ∈ F に対して
{\displaystyle f_{i}(S_{1},\ldots ,S_{n})=\{x\in X:{\mbox{there exist }}x_{1}\in S_{1},\ldots ,x_{n}\in S_{n}{\mbox{ such that }}R_{i}(x_{1},\ldots ,x_{n},x)\}}
を満たすものである。
この構成は演算を関係の特別な場合と見なすことによって、演算と関係両方の勝手な代数的構造を持つ集合の体にまで一般化することができる。F が X の冪集合全体であるとき、この代数 C(X) は充満複体代数 (full complex algebra) または冪集合代数 (power algebra) と呼ばれる。
作用を持つ任意の正規ブール代数は、対応する複体代数に同型となるという意味で、関係構造上の集合体によって表現することができる。
（複体 (complex) という術語が歴史的に最初に用いられたのは代数構造が群の場合で、19世紀の群論において群の部分集合が複体と呼ばれていたことに起源がある。）